# Епархия Варанаси
Епархия Варанаси (лат. Dioecesis Varanasiensis) — епархия Римско-Католической церкви c центром в городе Варанаси, Индия. Епархия Варанаси входит в митрополию Агры. Кафедральным собором епархии Варанаси является собор Пресвятой Девы Марии.

## История
11 июля 1946 года Римский папа Пий XII выпустил буллу Ad expeditiorem, которой учредил Апостольская префектураапостольскую префектуру Горакхпура, выделив её из епархии Аллахабада.
9 января 1947 года апостольская префектура Горакхпура передала город Мирзапур епархии Аллахабада.
17 сентября 1958 года апостольская префектура Горакхпура была переименована в апостольскую префектуру Бенареса-Горакхпура.
5 июня 1970 года Римский папа Павел VI выпустил буллу Quae universo, которой преобразовал апостольскую префектуру Бенареса-Горакхпура в епархию Банараса.
14 мая 1971 года епархия Банараса была переименована в епархию Варанаси.
19 июня 1984 года епархия Варанаси передала часть своей территории для возведения новой епархии Горакхпура.

## Ординарии епархии
- епископ Joseph Emil Malenfant (6.06.1947 — 1970);
- епископ Patrick Paul D’Souza (5.06.1970 — 24.02.2007);
- епископ Raphy Manjaly (24.02.2007 — по настоящее время).

## Источник
- Annuario Pontificio, Libreria Editrice Vaticana, Città del Vaticano, 2003, ISBN 88-209-7422-3
- Булла Ad expeditiorem, AAS 39 (1947), стр. 165  (лат.)
- Булла Quae universo  (лат.)